# Damerower Werder
Der Damerower Werder ist eine Halbinsel im Kölpinsee in der Mecklenburgischen Seenplatte. Er liegt im Naturpark Nossentiner/Schwinzer Heide. Von Norden grenzt der Jabelsche See an. 

## Bedeutung
Der Damerower Werder, die Halbinsel Heidenkirchhof, Teilflächen des Umlandes, des Kölpinsees mit seiner Bucht Schwenzin sowie des Jabelschen Sees gehören zum 777 Hektar großen Naturschutzgebiet Damerower Werder. Die Unterschutzstellung erfolgte im Jahr 1966. Gebietserweiterungen gab es 1990 und 1998. Schutzzweck sind die Erhaltung und der Schutz des Wisentlebensraumes auf der Halbinsel, des Kranichsammelplatzes am Schwenzin, der Feuchtwiesen, der Röhrichtbestände, der Seggenriede und der Magerrasenflächen auf der Halbinsel Heidenkirchhof.

## Wisente

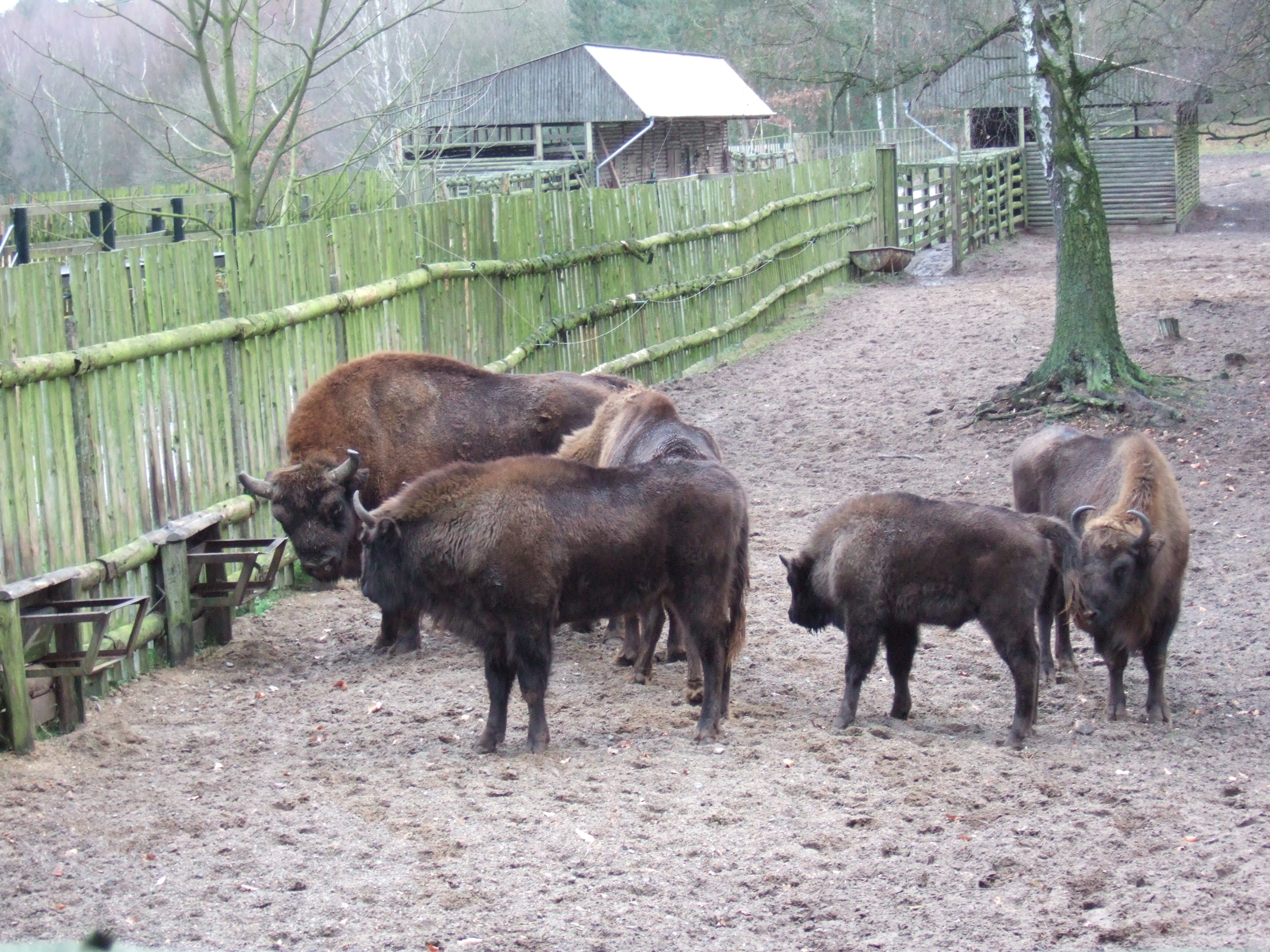
Wisentreservat

Seit 1957 werden auf dem Werder für die Genreserve Wisente gezüchtet. Bislang sind 327 Kälber aufgezogen worden. Nach einer fünfjährigen Zuchtpause sind im Jahr 2021 wieder neun Kälber geboren worden. Auf der Halbinsel werden in zwei getrennten Anlagen, einem Freibereich mit 320 Hektar Wald und einer Schauanlage, zwischen 20 und 34 Wisente gehalten.